# Arrondissement Avallon
Avallon is een arrondissement van het Franse departement Yonne in de regio Bourgogne-Franche-Comté. De onderprefectuur is Avallon.
Voor 1926 was Tonnerre de onderprefectuur.

## Kantons
Het arrondissement was tot 2014 samengesteld uit de volgende kantons:
- Kanton Ancy-le-Franc
- Kanton Avallon
- Kanton Cruzy-le-Châtel
- Kanton Flogny-la-Chapelle
- Kanton Guillon
- Kanton L'Isle-sur-Serein
- Kanton Noyers
- Kanton Quarré-les-Tombes
- Kanton Tonnerre
- Kanton Vézelay

Na de herindeling van de kantons bij decreet van 13 februari 2014 met uitwerking op 22 maart 2015 omvat het volgende kantons:
- Kanton Avallon
- Kanton Chablis (deel 35/58)
- Kanton Joux-la-Ville (deel 23/42)
- Kanton Saint-Florentin (deel 8/22)
- Kanton Le Tonnerrois